# Канароло (Фрозиноне)
Канароло је насеље у Италији у округу Фрозиноне, региону Лацио.
Према процени из 2011. у насељу је живело 167 становника. Насеље се налази на надморској висини од 455 м.